# Vassincourt
Vassincourt est une commune française située dans le département de la Meuse en région Grand Est.

## Géographie

### Hydrographie
La commune est dans la région hydrographique « la Seine de sa source au confluent de l'Oise (exclu) » au sein du bassin Seine-Normandie. Elle est drainée par le ruisseau de Beuse, le ruisseau de Sereinval, le ruisseau des Vergis, le Fossé 01 du Sauveux et le Fossé 01 de la commune de Mogneville,.

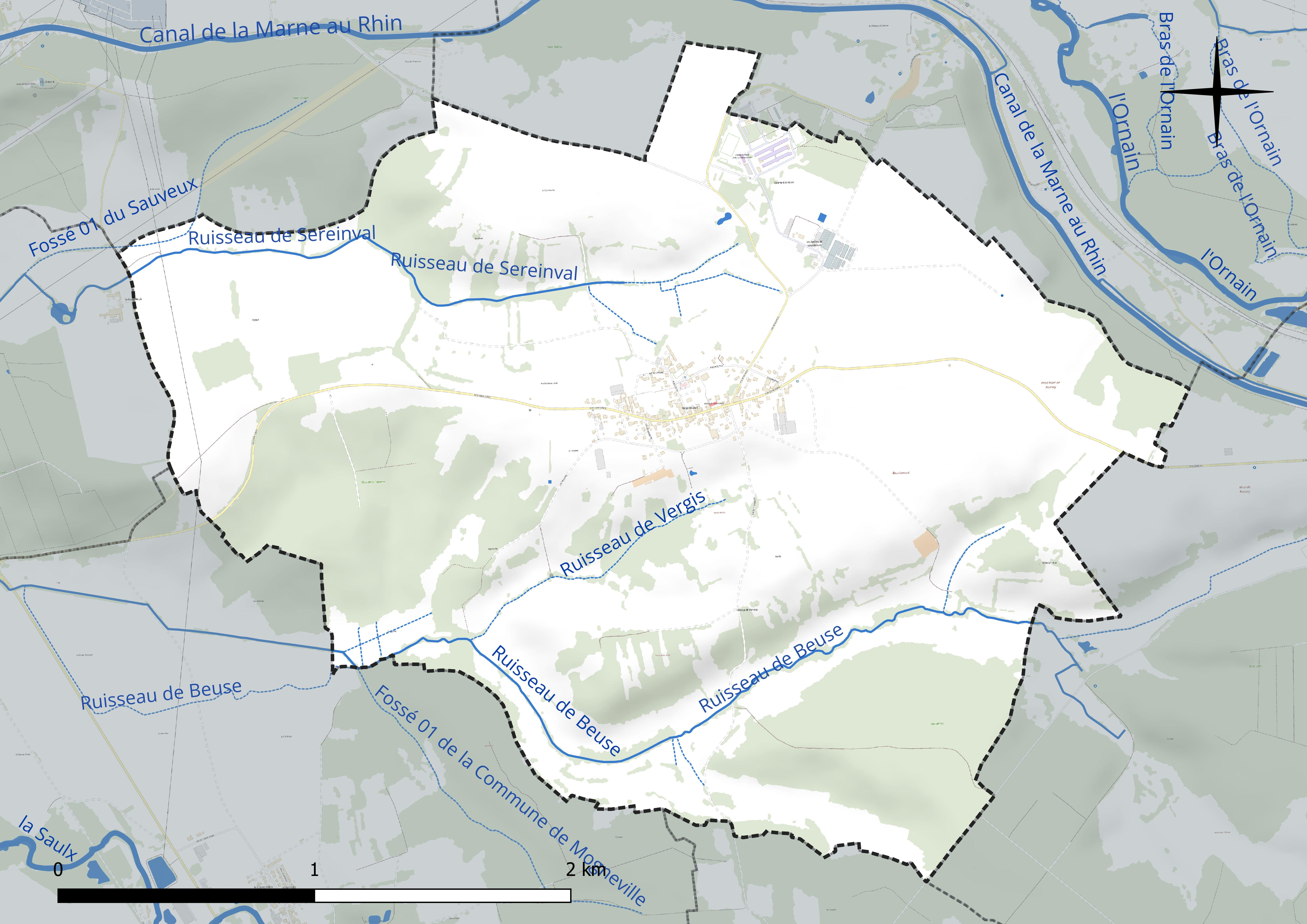
Réseau hydrographique de Vassincourt.

### Climat
Pour des articles plus généraux, voir Climat du Grand Est et Climat de la Meuse.
En 2010, le climat de la commune est de type climat de montagne, selon une étude du Centre national de la recherche scientifique s'appuyant sur une série de données couvrant la période 1971-2000. En 2020, Météo-France publie une typologie des climats de la France métropolitaine dans laquelle la commune est exposée à un climat océanique altéré et est dans la région climatique  Lorraine, plateau de Langres, Morvan, caractérisée par un hiver rude (1,5 °C), des vents modérés et des brouillards fréquents en automne et hiver. 
Pour la période 1971-2000, la température annuelle moyenne est de 9,8 °C, avec une amplitude thermique annuelle de 16 °C. Le cumul annuel moyen de précipitations est de 958 mm, avec 13,5 jours de précipitations en janvier et 9,3 jours en juillet. Pour la période 1991-2020, la température moyenne annuelle observée sur la station météorologique installée sur la commune est de 11,4 °C et le cumul annuel moyen de précipitations est de 871,0 mm. 
La température maximale relevée sur cette station est de 41,7 °C, atteinte le 24 juillet 2019 ; la température minimale est de −17,4 °C, atteinte le 20 décembre 2009,,. 
| Mois                                  | jan.           | fév.           | mars          | avril         | mai           | juin          | jui.          | août          | sep.          | oct.          | nov.          | déc.           | année      |
| ------------------------------------- | -------------- | -------------- | ------------- | ------------- | ------------- | ------------- | ------------- | ------------- | ------------- | ------------- | ------------- | -------------- | ---------- |
| Température minimale moyenne (°C)     | 0,9            | 1              | 2,7           | 5,4           | 8,8           | 12            | 13,9          | 13,6          | 10,3          | 7,9           | 4,5           | 1,7            | 6,9        |
| Température moyenne (°C)              | 3,5            | 4,2            | 7,1           | 11,1          | 14,3          | 17,8          | 20,2          | 19,5          | 15,9          | 12            | 7,5           | 4,2            | 11,4       |
| Température maximale moyenne (°C)     | 6              | 7,4            | 11,6          | 16,8          | 19,8          | 23,5          | 26,4          | 25,3          | 21,5          | 16,2          | 10,5          | 6,8            | 16         |
| Record de froid (°C) date du record   | −11,6 07.01.09 | −14,4 12.02.12 | −7,3 15.03.13 | −5 06.04.21   | −1,3 05.05.19 | 2,8 02.06.06  | 5,2 03.07.11  | 5,4 30.08.09  | 1,5 30.09.22  | −4,5 15.10.09 | −7 30.11.20   | −17,4 20.12.09 | −17,4 2009 |
| Record de chaleur (°C) date du record | 16,1 01.01.22  | 21,1 27.02.19  | 26,6 31.03.21 | 29,4 25.04.07 | 33 28.05.17   | 36,5 18.06.22 | 41,7 24.07.19 | 39,5 07.08.18 | 35,6 14.09.20 | 29,2 13.10.23 | 22,6 07.11.15 | 17,3 31.12.22  | 41,7 2019  |
| Précipitations (mm)                   | 74,7           | 76,3           | 69,6          | 47,5          | 81,8          | 63,6          | 62,3          | 81,2          | 63,6          | 75,9          | 76,9          | 97,6           | 871        |

| Diagramme climatique                                  |          |             |             |             |            |              |              |              |             |             |            |
| J                                                     | F        | M           | A           | M           | J          | J            | A            | S            | O           | N           | D          |
| 60,974,7                                              | 7,4176,3 | 11,62,769,6 | 16,85,447,5 | 19,88,881,8 | 23,51263,6 | 26,413,962,3 | 25,313,681,2 | 21,510,363,6 | 16,27,975,9 | 10,54,576,9 | 6,81,797,6 |
| Moyennes : • Temp. maxi et mini °C • Précipitation mm |          |             |             |             |            |              |              |              |             |             |            |

Les paramètres climatiques de la commune ont été estimés pour le milieu du siècle (2041-2070) selon différents scénarios d'émission de gaz à effet de serre à partir des nouvelles projections climatiques de référence DRIAS-2020. Ils sont consultables sur un site dédié publié par Météo-France en novembre 2022.

## Urbanisme

### Typologie
Au 1er janvier 2024, Vassincourt est catégorisée commune rurale à habitat dispersé, selon la nouvelle grille communale de densité à sept niveaux définie par l'Insee en 2022.
Elle est située hors unité urbaine. Par ailleurs la commune fait partie de l'aire d'attraction de Bar-le-Duc, dont elle est une commune de la couronne,. Cette aire, qui regroupe 86 communes, est catégorisée dans les aires de 50 000 à moins de 200 000 habitants,.

### Occupation des sols
L'occupation des sols de la commune, telle qu'elle ressort de la base de données européenne d’occupation biophysique des sols Corine Land Cover (CLC), est marquée par l'importance des territoires agricoles (72,8 % en 2018), en augmentation par rapport à 1990 (71,8 %). La répartition détaillée en 2018 est la suivante : 
prairies (39,5 %), terres arables (24,2 %), forêts (20,8 %), zones agricoles hétérogènes (9,1 %), zones urbanisées (3,6 %), zones industrielles ou commerciales et réseaux de communication (2,8 %). L'évolution de l’occupation des sols de la commune et de ses infrastructures peut être observée sur les différentes représentations cartographiques du territoire : la carte de Cassini (XVIIIe siècle), la carte d'état-major (1820-1866) et les cartes ou photos aériennes de l'IGN pour la période actuelle (1950 à aujourd'hui).

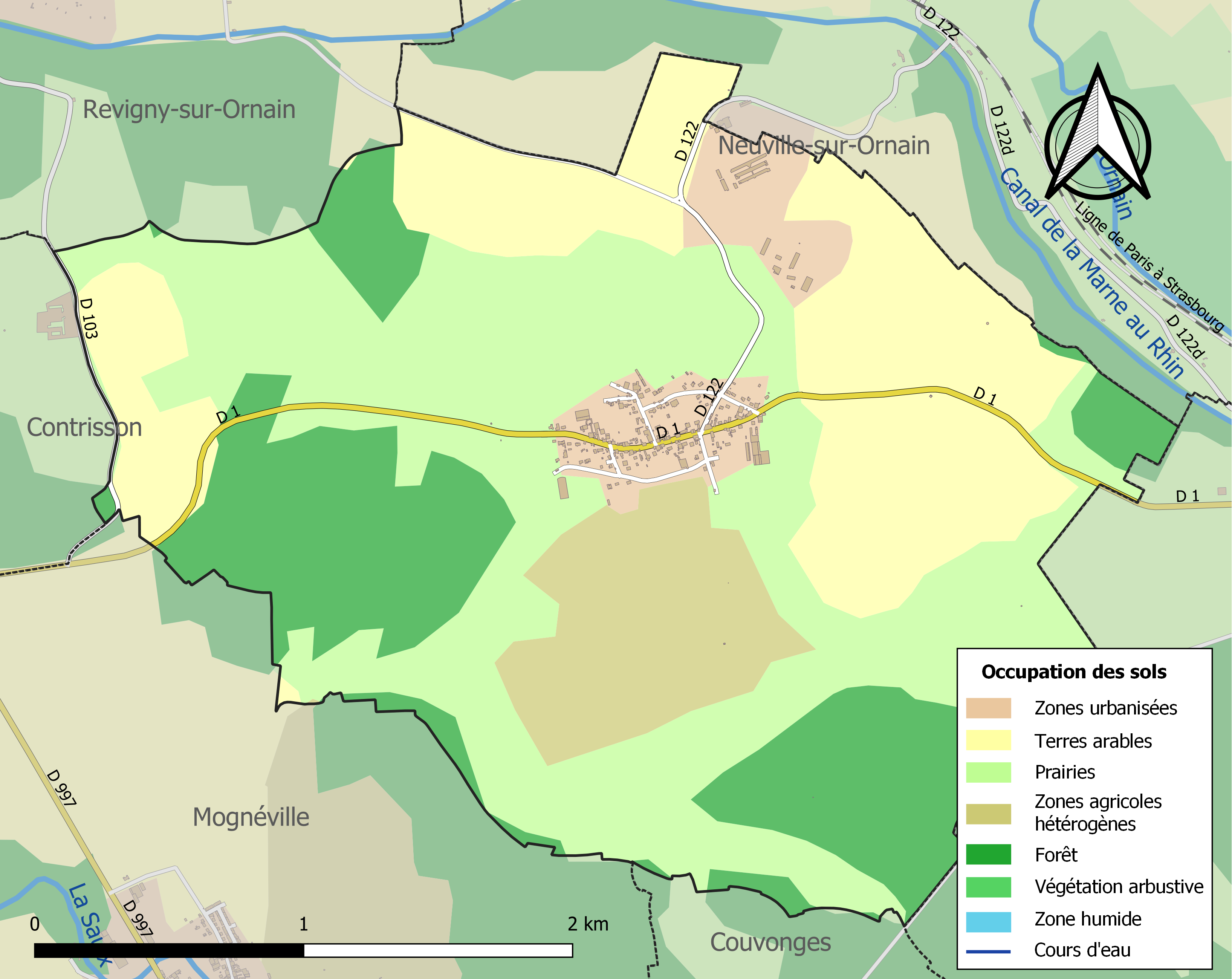
Carte des infrastructures et de l'occupation des sols de la commune en 2018 (CLC).

## Toponymie
Le nom de la localité est attesté sous les formes Waciencort (1126) ; Wacencort (1140) ; Wacincurtis (1140) ; Waceincort (1147) ; Vuacincort (XIIe siècle) ; Wacincort (1163) ; Wacincurt (1180) ; Wassincuria, Wassoncuria (1402) ; Vaciencourt (1416) ; Vassincuria (1711).

## Histoire
Lieu d'une bataille de la Première Guerre mondiale qui s'est déroulée du 6 au 11 septembre 1914.
D'où le nom de la rue où est située la mairie : rue 15e Corps. En 1940 le village était une lieu d’atterrissage pour la RAF.

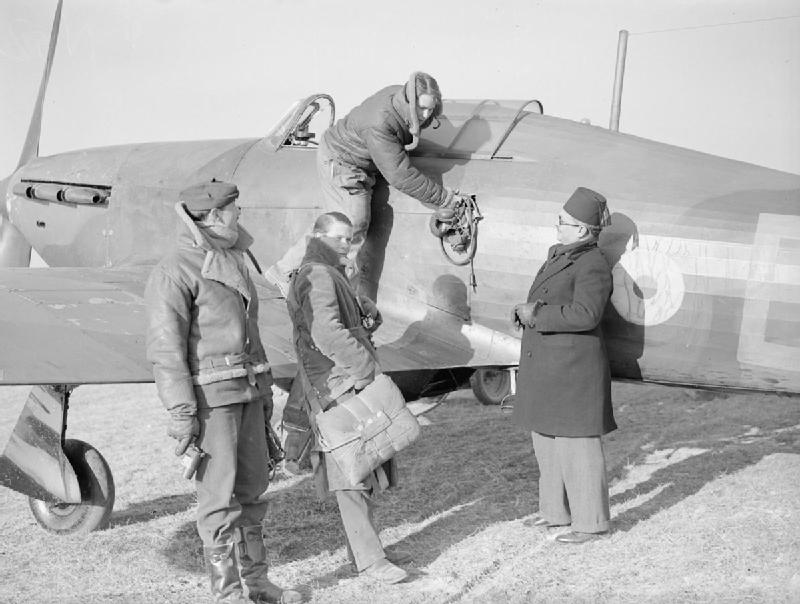
Billy Drake du No. 1 Squadron RAF refaisant le plein de son avion en 1940 à Vassincourt.

## Politique et administration
| Période                                  | Période   | Identité        | Étiquette | Qualité |
| ---------------------------------------- | --------- | --------------- | --------- | ------- |
| Les données manquantes sont à compléter. |           |                 |           |         |
| mars 2001                                | mars 2008 | Jean Remy       |           |         |
| mars 2008                                | En cours  | Roger Collignon |           |         |

## Population et société

### Démographie
L'évolution du nombre d'habitants est connue à travers les recensements de la population effectués dans la commune depuis 1793. Pour les communes de moins de 10 000 habitants, une enquête de recensement portant sur toute la population est réalisée tous les cinq ans, les populations de référence des années intermédiaires étant quant à elles estimées par interpolation ou extrapolation. Pour la commune, le premier recensement exhaustif entrant dans le cadre du nouveau dispositif a été réalisé en 2006.

En 2022, la commune comptait 276 habitants, en évolution de +2,6 % par rapport à 2016 (Meuse : −4,4 %, France hors Mayotte : +2,11 %).
| 1793 | 1800 | 1806 | 1821 | 1831 | 1836 | 1841 | 1846 | 1851 |
| ---- | ---- | ---- | ---- | ---- | ---- | ---- | ---- | ---- |
| 468  | 504  | 495  | 508  | 563  | 537  | 548  | 544  | 572  |

| 1856 | 1861 | 1866 | 1872 | 1876 | 1881 | 1886 | 1891 | 1896 |
| ---- | ---- | ---- | ---- | ---- | ---- | ---- | ---- | ---- |
| 543  | 531  | 519  | 501  | 483  | 476  | 414  | 392  | 346  |

| 1901 | 1906 | 1911 | 1921 | 1926 | 1931 | 1936 | 1946 | 1954 |
| ---- | ---- | ---- | ---- | ---- | ---- | ---- | ---- | ---- |
| 327  | 321  | 296  | 165  | 218  | 210  | 182  | 235  | 241  |

| 1962 | 1968 | 1975 | 1982 | 1990 | 1999 | 2006 | 2011 | 2016 |
| ---- | ---- | ---- | ---- | ---- | ---- | ---- | ---- | ---- |
| 210  | 194  | 243  | 294  | 269  | 265  | 291  | 275  | 269  |

| 2021 | 2022 | - | - | - | - | - | - | - |
| ---- | ---- | - | - | - | - | - | - | - |
| 280  | 276  | - | - | - | - | - | - | - |

## Culture locale et patrimoine

### Lieux et monuments

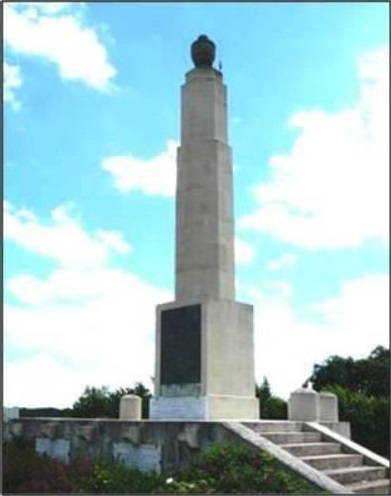
Monument à la gloire des combattants de Vassincourt.

- Église Saint-Pierre, (période architecturale : XIIe et fin XVe),  Classé MH (1990)[19].
- Monument à la gloire des combattants de la bataille de Vassincourt du 6 au 11 septembre 1914[20]. La construction a été initiée par Pierre Bravo en 1936. Il a été conçu par Louis Petetin. On peut y lire des plaques où sont inscrites des phrases prononcées par différents généraux. Le monument a été inauguré le 6 août 1939 et aujourd’hui encore une commémoration a lieu chaque année en septembre. Au sommet de la colonne de sept mètres se trouve une urne en porphyre contenant de la terre de Provence[réf. nécessaire].

### Héraldique
| Blason de Vassincourt | Blason  | D'azur chargé à dextre d'une amphore d'argent et à senestre d'un coq hardi chantant du même, allumé, crêté, languée, barbé et membré de gueules; au chef triangulaire d'or chargé d'un chevron haussé de gueules. |
| Blason de Vassincourt | Détails | Création R.A LOUIS avec les conseils de la commission Héraldique de l'UCGL. Adopté par la commune en mars 2015 |
| Blason de Vassincourt | Alias   | Ecartelé en sautoir au 1 d'azur à la tête de sanglier d'or, au 2 d'or à la clef de gueules renversée en pal, au 3 d'or à la tuile romaine de gueules en pal et au 4 d'azur à la tête de sanglier d'or.            |